# Symplocos peruviana
Symplocos peruviana är en tvåhjärtbladig växtart som först beskrevs av Szyszylowicz, och fick sitt nu gällande namn av August Brand. Symplocos peruviana ingår i släktet Symplocos och familjen Symplocaceae. Inga underarter finns listade i Catalogue of Life.